# Kayu Ajaran
Kayu Ajaran is een bestuurslaag in het regentschap Bengkulu Selatan van de provincie Bengkulu, Indonesië. Kayu Ajaran telt 1003 inwoners (volkstelling 2010).